# 陳鳳 (成化進士)
陳鳳（1439年—？年），字文瑞，四川保寧府巴縣人，明朝政治人物。

## 生平
治《書經》，由國子生中式四川鄉試第十二名舉人，會試中式第八十四名。年三十一歲中式成化五年己丑科第三甲第一百二十九名進士。任南京刑部主事。性恬退，累乞致仕。家居，筑室种竹，怡然自得。所著有《蚓鸣集》。

## 家族
曾祖陳敬親；祖陳銘；父陳琳；母李氏；繼母王氏。具慶下，妻趙氏。行一，弟翔。